# Remo nos Jogos Olímpicos de Verão de 2008 - Quatro sem leve masculino
As competições da classe quatro sem peso leve masculino do remo nos Jogos Olímpicos de Verão de 2008 foram realizadas entre os dias 9 e 16 de agosto. Os eventos foram disputados no Parque Olímpico Shunyi. Nesta prova, os quatro remadores têm que ter peso médio de 70 kg, mas nenhum deles pode pesar mais de 72,5 kg.

## Medalhistas
| Ouro   | DEN Thomas Ebert, Morten Joergensen, Eskild Ebbesen e Mads Andersen          |
| Prata  | POL Lukasz Pawlowski, Bartlomiej Pawelczak, Milosz Bernatajtys e Pawel Randa |
| Bronze | CAN Iaim Brambell, Jon Beare, Mike Lewis e Liam Parsons                      |

## Resultados

### Eliminatórias
Regras de classificação: 1-3→SA/B, 4..→R

#### Eliminatória 1
| Pos. | Atletas                                     | País              | Tempo   |      |
| ---- | ------------------------------------------- | ----------------- | ------- | ---- |
| 1    | Huang, Wu, Zhang, Tian                      | CHN China         | 5:51.30 | SA/B |
| 2    | Chambers, Lindsay-Fynn, Mattick, Clarke     | GBR Grã-Bretanha  | 5:52.38 | SA/B |
| 3    | Chisholm, Edwards, Cureton, Skipworth       | AUS Austrália     | 5:55.18 | SA/B |
| 4    | van der Linden, Godschalk, Snijders, Drewes | NED Países Baixos | 5:57.54 | R    |
| 5    | Zidan, Ramadan, Gad, Ibrahim                | EGY Egito         | 6:11.71 | R    |

#### Eliminatória 2
| Pos. | Atletas                                | País               | Tempo   |      |
| ---- | -------------------------------------- | ------------------ | ------- | ---- |
| 1    | Ebert, Joergensen, Ebbesen, Andersen   | DEN Dinamarca      | 5:50.12 | SA/B |
| 2    | Brambell, Beare, Lewis, Parsons        | CAN Canadá         | 5:52.13 | SA/B |
| 3    | Vlcek, Amarante, Amitrano, Mascarenhas | ITA Itália         | 5:54.12 | SA/B |
| 4    | Altman, Daly, Todd, Paradiso           | USA Estados Unidos | 5:56.54 | R    |

#### Eliminatória 3
| Pos. | Atletas                                        | País         | Tempo   |      |
| ---- | ---------------------------------------------- | ------------ | ------- | ---- |
| 1    | Seibt, Schoemann-Finck, J. Kuehner, M. Kuehner | GER Alemanha | 5:50.16 | SA/B |
| 2    | Solforosi, Raineau, Bette, Tilliet             | FRA França   | 5:51.68 | SA/B |
| 3    | Pawłowski, Pawełczak, Bernatajtys, Rańda       | POL Polônia  | 5:52.06 | SA/B |
| 4    | Moynihan, Towey, Archibald, Griffin            | IRL Irlanda  | 5:52.32 | R    |

### Repescagem
Regras de classificação: 1-3→SA/B
| Pos. | Atletas                                     | País               | Tempo   |      |
| ---- | ------------------------------------------- | ------------------ | ------- | ---- |
| 1    | Moynihan, Towey, Archibald, Griffin         | IRL Irlanda        | 6:21.79 | SA/B |
| 2    | van der Linden, Godschalk, Snijders, Drewes | NED Países Baixos  | 6:25.25 | SA/B |
| 3    | Altman, Daly, Todd, Paradiso                | USA Estados Unidos | 6:27.43 | SA/B |
| 4    | Zidan, Ramadan, Gad, Ibrahim                | EGY Egito          | 6:37.50 |      |

### Semifinais A/B
Regras de classificação: 1-3→FA, 4..→FB

#### Semifinal A/B 1
| Pos. | Atletas                                        | País              | Tempo   |    |
| ---- | ---------------------------------------------- | ----------------- | ------- | -- |
| 1    | Pawłowski, Pawełczak, Bernatajtys, Rańda       | POL Polônia       | 6:06.60 | FA |
| 2    | Brambell, Beare, Lewis, Parsons                | CAN Canadá        | 6:07.86 | FA |
| 3    | van der Linden, Godschalk, Snijders, Drewes    | NED Países Baixos | 6:08.73 | FA |
| 4    | Chisholm, Edwards, Cureton, Skipworth          | AUS Austrália     | 6:12.38 | FB |
| 5    | Huang, Wu, Zhang, Tian                         | CHN China         | 6:12.55 | FB |
|      | Seibt, Schoemann-Finck, J. Kuehner, M. Kuehner | GER Alemanha      | DNS     |    |

#### Semifinal A/B 2
| Pos. | Atletas                                 | País               | Tempo   |    |
| ---- | --------------------------------------- | ------------------ | ------- | -- |
| 1    | Ebert, Joergensen, Ebbesen, Andersen    | DEN Dinamarca      | 6:05.75 | FA |
| 2    | Solforosi, Raineau, Bette, Tilliet      | FRA França         | 6:07.26 | FA |
| 3    | Chambers, Lindsay-Fynn, Mattick, Clarke | GBR Grã-Bretanha   | 6:08.75 | FA |
| 4    | Moynihan, Towey, Archibald, Griffin     | IRL Irlanda        | 6:13.85 | FB |
| 5    | Vlcek, Amarante, Amitrano, Mascarenhas  | ITA Itália         | 6:14.73 | FB |
| 6    | Altman, Daly, Todd, Paradiso            | USA Estados Unidos | 6:16.30 | FB |

### Finais

#### Final B
| Pos. | Atletas                                | País               | Tempo   |
| ---- | -------------------------------------- | ------------------ | ------- |
| 1    | Vlcek, Amarante, Amitrano, Mascarenhas | ITA Itália         | 6:03.12 |
| 2    | Huang, Wu, Zhang, Tian                 | CHN China          | 6:04.48 |
| 3    | Chisholm, Edwards, Cureton, Skipworth  | AUS Austrália      | 6:05.26 |
| 4    | Moynihan, Towey, Archibald, Griffin    | IRL Irlanda        | 6:06.02 |
| 5    | Altman, Daly, Todd, Paradiso           | USA Estados Unidos | 6:07.79 |

#### Final A
| Pos. | Atletas                                     | País              | Tempo   |
| ---- | ------------------------------------------- | ----------------- | ------- |
|      | Ebert, Joergensen, Ebbesen, Andersen        | DEN Dinamarca     | 5:47.76 |
|      | Pawłowski, Pawełczak, Bernatajtys, Rańda    | POL Polônia       | 5:49.39 |
|      | Brambell, Beare, Lewis, Parsons             | CAN Canadá        | 5:50.09 |
| 4    | Solforosi, Raineau, Bette, Tilliet          | FRA França        | 5:51.22 |
| 5    | Chambers, Lindsay-Fynn, Mattick, Clarke     | GBR Grã-Bretanha  | 5:52.12 |
| 6    | van der Linden, Godschalk, Snijders, Drewes | NED Países Baixos | 5:54.06 |

Legenda
| Recorde mundial      | Recorde mundial (World record)               |                       | Recorde africano                      | Recorde africano (African) |                                           | Q | Classificado por posição (Qualified) |
| Recorde olímpico     | Recorde olímpico (Olympic record)            | Recorde da América    | Recorde da América (Americas)         | q                          | Classificado por melhor tempo (Qualified) |   |                                      |
| Melhor marca do ano  | Melhor marca do ano (World leading)          | Recorde asiático      | Recorde asiático (Asian)              | DNS                        | Não largou (Did not start)                |   |                                      |
| Recorde nacional     | Recorde nacional (National record)           | Recorde europeu       | Recorde europeu (European)            | DNF                        | Não terminou (Did not finish)             |   |                                      |
| Recorde pessoal      | Recorde pessoal do atleta (Personal best)    | Recorde da Oceania    | Recorde da Oceania (Oceania)          | DSQ / DQ                   | Desclassificado (Disqualified)            |   |                                      |
| Recorde da temporada | Recorde da temporada do atleta (Season best) | Recorde sul-americano | Recorde sul-americano (South America) | NM                         | Sem marca (No mark)                       |   |                                      |

### Remo
| S | Classificado(a) para as semifinais |    |                        | FA | Final A (disputa de medalhas) |  |  | FD | Final D (sem medalhas) |
| Q | Classificado(a) para as quartas    | FB | Final B (sem medalhas) | FE | Final E (sem medalhas)        |  |  |    |                        |
| R | Classificado(a) para a repescagem  | FC | Final C (sem medalhas) | FF | Final F (sem medalhas)        |  |  |    |                        |